# Ja'far al-Nimeyri
Jaʿfar Muḥammad al-Nimeyrī (altrimenti scritto Jaafar Nimeiry, Gaafar Nimeiry o Ǧa'far Muhammad an-Numayri) (in arabo جعفر محمد النميري‎?, Jaʿfar Muḥammad al-Nimeyrī; Wad Nubawi, 1º gennaio 1930 – Khartum, 30 maggio 2009) è stato un generale e politico sudanese. Divenne il 4º presidente del Sudan tra il 1969 e il 1985 in seguito a un colpo di Stato militare attraverso il quale instaurò la Repubblica Democratica del Sudan.

## Biografia
Nato a Wad Nubawī (Omdurman), nel Sudan centrale, era figlio di un postino e bisnipote di un capo tribù locale, della regione del Wad Nimeyrī, a Dongola, nello Stato settentrionale di al-Shamaliyya. Nel 1952 Nimeyrī si brevettò nell'Accademia Militare sudanese, dove fu grandemente influenzato dalle idee panarabe del raʾīs egiziano Gamal Abdel Nasser, ideologo del Movimento degli Ufficiali Liberi, che assunse il potere in Egitto con un colpo di mano militare in quello stesso anno. Quattro anni dopo il Sudan ottenne l'indipendenza dal Regno Unito e più tardi Nimeyrī fu assegnato alla guarnigione di Khartum. Nel 1966 Nimeyrī si brevettò nell'United States Army Command College di Fort Leavenworth, Kansas.

### 1969-1980

#### Primo periodo politico: primo ministro
Nel 1969, assieme a quattro altri ufficiali, rovesciò con un putsch il governo di Ismāʿīl al-Azharī, e divenne primo ministro e presidente del Consiglio del Comando della Rivoluzione (CCR). Iniziò allora una campagna mirante a riformare l'economia del Sudan attraverso la nazionalizzazione delle banche e delle industrie, ma anche ad avviare una riforma agraria. Sfruttò la sua posizione per avviare un certo numero di riforme di stampo socialistico e panarabo.
Durante gli anni settanta, un certo numero di accordi bilaterali d'investimento furono firmati tra il Sudan e numerosi altri Stati: Paesi Bassi 22 agosto 1970, Svizzera 17 febbraio 1974, Egitto 28 maggio 1977, Francia 31 luglio 1978.
Nimeyrī resistette ad un tentativo di colpo di Stato contro Sadiq al-Mahdi nel 1970, e nel 1971 fu per un breve periodo allontanato dal potere da un colpo di mano comunista, prima di riuscire a recuperare a sua volta il potere. Nel 1971 fu eletto presidente della Repubblica, vincendo un referendum con una maggioranza (di tipo cosiddetto "bulgaro") voti pari al 98,6 % del corpo elettorale. Firmò gli accordi di Addis Abeba del 1972, in cui veniva garantita l'autonomia alla regione meridionale non-islamica del Sud Sudan, che inaugurò un periodo di pace e stabilità di 11 anni alla regione, che era stata sconvolta dalla guerra civile fin dal 1955, prima dell'indipendenza del Sudan. Avviò in tal modo una politica più amichevole nei confronti dell'Occidente, tramite la quale le banche furono restituite ai loro proprietari d'un tempo e gli investimenti stranieri furono incoraggiati, come reso evidente dalla firma di un certo numero di accordi d'investimento bilaterali. Nel luglio del 1978 al Summit dell'Organizzazione dell'unità africana (OUA) a Khartum, Nimeyrī fu eletto Presidente dell'OUA, fino al luglio del 1979.

#### Tentativi di colpi di Stato
A fine 1975, un colpo di Stato militare di componenti comunisti delle forze armate fu tentato dal brig. gen. Hassan Husayn 'Othman. Esso non riuscì però a scalzare dal potere Nimeyrī. Il generale al-Bāqir, vice di Nimeyri, portò a buon fine un contro-colpo di Stato che reintegrò Nimeyrī al potere in poche ore. Il brig. gen. ʿOthmān fu ferito e più tardi fu giudicato da una Corte marziale e giustiziato.
Ancora nel 1976, una forza di un migliaio d'insorti, sotto Ṣādiq al-Mahdī, armati e addestrati dalla Libia, attraversò la frontiera proveniente da Maatan as-Sarra. Dopo essere transitati attraverso il Darfur e il Kordofan, i rivoltosi impegnarono combattimenti casa per casa durante tre giorni a Khartum e Omdurman che provocarono la morte di quasi 3.000 persone e il risentimento nazionale esplose contro Muʾammar Gheddāfī. Nimeyrī e il suo governo furono salvati in extremis dopo che una colonna di carri armati era entrata in città.
Nel 1977 una riconciliazione nazionale ebbe luogo tra il leader dell'opposizione, che si riconosceva in Ṣādiq al-Mahdī, e Nimeyrī. Fu concessa una limitata misura di pluralismo e Ṣādiq al-Mahdī e i membri del Partito Unionista Democratico parteciparono alla legislatura, col nome di Unione Socialista Sudanese. Le relazioni tra Khartum e la leadership del Sud Sudan peggiorarono dopo la Riconciliazione Nazionale che, dal canto suo, finì prematuramente a causa dei contrasti tra l'opposizione e Nimeyrī.

### 1980-1985

#### Secondo mandato da Primo ministro
Nel 1981 Nimeyrī, pressato dai suoi oppositori islamici, avviò una drammatica fase involutiva di avvicinamento alla politica preconizzata dai fondamentalisti islamici. Si alleò pertanto con la Fratellanza Musulmana. Nel 1983, impose la Shari'a come legge da applicare nella società sudanese, indifferente che il meridione del Paese fosse a nettissima prevalenza cristiana ed animista e che, dunque, reagì in maniera negativa. I confini amministrativi del Sud Sudan furono ritoccati. In violazione degli Accordi di Addis Abeba, Nimeyrī disciolse il governo autonomo del Sud Sudan, provocando la Seconda guerra civile sudanese. Nimeyrī fu il solo leader arabo (assieme a Qābūs dell'Oman) a mantenere strette relazioni con l'egiziano Anwar al-Sadat dopo la firma degli Accordi di Camp David e partecipò ai funerali del Presidente egiziano dopo che questi fu assassinato.
Durante il quinquennio 1980-1985 il Pound (ghiné) sudanese perse l'80% del suo valore, a causa di una devastante inflazione e del riesplodere della guerra civile. Nel 1985 Nimeyrī autorizzò l'esecuzione del controverso leader musulmano pacifista, riformista e dissidente politico, Maḥmūd Muḥammad Ṭāḥā dopo che Ṭāḥā - che era stato accusato di "sedizione religiosa" negli anni sessanta, quando Presidente del Sudan era Ismāʿīl al-Azharī - fu dichiarato "apostata" (murtadd) da una corte sudanese.
La vicinanza agli Stati Uniti è aumentata sotto l'amministrazione di Ronald Reagan. Gli aiuti americani sono passati da 5 milioni di dollari nel 1979 a 200 milioni di dollari nel 1983 e poi a 254 milioni di dollari nel 1985, principalmente per programmi militari. Il Sudan diventa così il secondo maggior destinatario degli aiuti americani all'Africa (dopo l'Egitto). Sono in corso i lavori di costruzione di quattro basi aeree per ospitare le unità della Forza di dispiegamento rapido e una potente stazione di ascolto per la CIA nei pressi di Porto Sudan.
Nel 1984 e 1985, dopo un periodo di siccità, diversi milioni di persone sono state minacciate dalla carestia, in particolare nel Sudan occidentale. Il regime sta cercando di nascondere la situazione a livello internazionale.
Nel marzo 1985, l'annuncio dell'aumento dei prezzi dei beni di prima necessità, su richiesta dell'FMI con cui il regime stava negoziando, innescò le prime manifestazioni. Il 2 aprile otto sindacati hanno chiesto la mobilitazione e uno "sciopero politico generale fino all'abolizione del regime attuale". Il 3, manifestazioni di massa hanno scosso Khartum, ma anche le principali città del paese; lo sciopero ha paralizzato le istituzioni e l'economia. Il 6 aprile 1985, mentre Nimeyrī era in visita ufficiale negli Stati Uniti d'America, un incruento colpo di Stato militare, guidato dal suo ministro della Difesa, il generale ʿAbd al-Raḥmān Suwwār al-Dhahab, lo allontanò dal potere. Nimeyrī fu sostituito, nelle elezioni svoltesi l'anno dopo, dall'esponente filo-islamista, Ṣādiq al-Mahdī, che aveva tentato un colpo di mano contro di lui nel luglio del 1977.

#### Esilio e ritorno
Nimeyrī visse in esilio in Egitto dal 1985 al 1999, in una villa situata a Eliopoli, alla periferia del Cairo. Tornò in Sudan nel maggio del 1999, accolto da uno straordinario e festante tripudio di folla, che sorprese molti dei suoi detrattori. Entrò allora nel Partito del Congresso Nazionale.
Dette vita a una nuova formazione politica, l'Alleanza delle Forze dei Lavoratori (in arabo تحالف قوى الشعب العاملة‎?, Taḥālluf quwwāt al-shaʿb al-ʿāmila) e si candidò contro il presidente uscente Omar al-Bashir in occasione delle elezioni presidenziali del 2000, ottenendo solo il 9,6% dei voti, ma con presunti brogli da parte di al-Bashīr. Successivamente, l'Alleanza di fuse con il Partito del Congresso Nazionale.
Nimeirī è morto per cause naturali nella sua casa di Khartum il 30 maggio 2009. Decine di migliaia di persone hanno partecipato al suo funerale ufficiale, compresi i membri delle forze politiche del Sudan che si erano opposte al suo governo.